# Улица М. К. Чюрлёниса
У́лица М. К. Чюрлёниса (лит.  M. K. Čiurlionio gatvė) — улица в Новом городе (Науяместис), небольшой частью в сянюнии Вилкпеде Вильнюса. Длина улицы около 1,2 км. Проезжая часть вымощена брусчаткой (от улицы В. Миколайчё-Путино до улицы Расейню) и покрыта асфальтом (остальная часть до парка Вингис).

## Расположение
Улица служит продолжением улицы К. Калинауско и ведёт с востока на запад, начинаясь от перекрёстка с улицей В. Миколайчё-Путино, пересекаясь с улицами Сувалку, В. Кудиркос, Йоваро, П. Климо, К. Донелайчё, проходит по мосту над улицей Гележинё Вилко, и приводит в парк Вингис.

## Название
Традиционно носила название улицы Закретской или Закретной (Zakretowa) по названию местности, в которой река Вилия делает широкую петлю. Носит имя литовского художника и композитора Микалоюса Константинаса Чюрлёниса.

## Описание
Нумерация домов начинается от перекрёстка с улицей В. Миколайчё-Путино; по левой южной стороне чётные номера, по правой северной — нечётные.
Среди примечательных зданий — дом по улице Чюрлёнё (Čiurlionio g. 11), в котором в 1940—1949 годах жил актёр Мечис Хадаравичюс. На доме установлена мемориальная доска с надписью на литовском и русском языках.

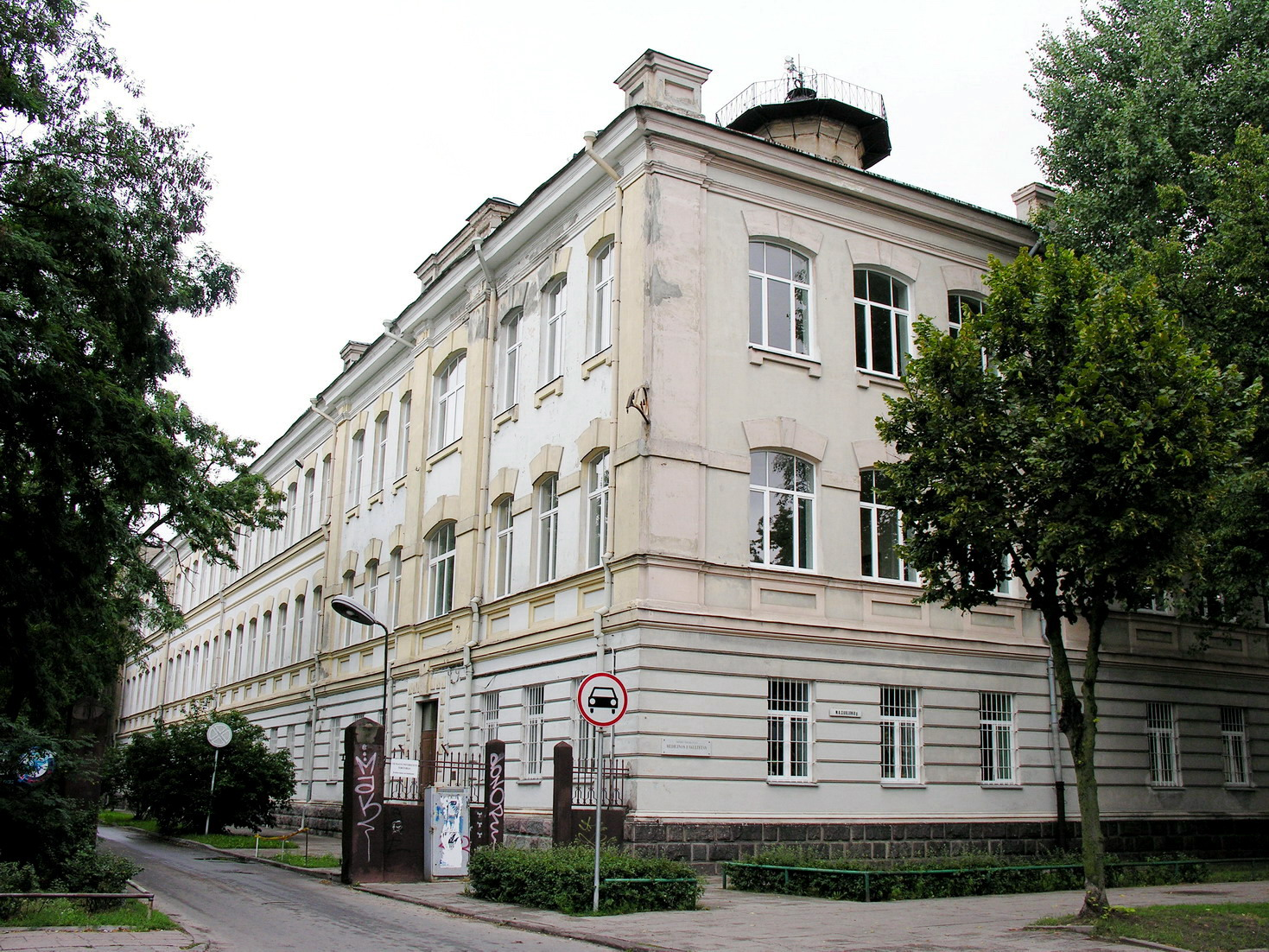
Медицинский факультет на Чюрлёнё

На улице расположены комплекс зданий факультета естественных наук и медицинского факультета Вильнюсского университета (M. K. Čiurlionio gatvė 21). До Первой мировой войны в этом комплексе размещалось Виленское пехотное юнкерское училище. На здании бывшего юнкерского училища установлена мемориальная плита в память главнокомандующего вооруженных сил Эстонии, генерал Йохан Лайдонер, который здесь учился в 1902—1905 годах, с текстом на литовском и эстонском языках.
На здании факультета естественных наук Вильнюсского университета на здании установлена мемориальная плита в память сигнатара акта о независимости Литвы, географа профессора Чесловаса Кудабы, который в 1959—1993 годах работал и преподавал на этом факультете.
Вилла графини Л. Солтан в стиле позднего модерна (посольство Латвии, M. K. Čiurlionio g. 76) построена в 1911 году по проекту архитектора Августа Клейна.
На улице Чюрлёнё находятся также посольство Японии (M. K. Čiurlionio gatvė 82) и крупная гостиница „Crowne Plaza Vilnius“ (перестроенная бывшая „Draugystė“; M. K. Čiurlionio gatvė 84).
Недалеко от входа в парк Вингис на небольшом возвышении за невысокой каменной оградой располагается Репнинская часовня (M. K. Čiurlionio g. 91) — усыпальница княжны Наталии Александровны Репниной (урождённой Куракиной; 1737—1796), супруги первого виленского генерал-губернатора генерал-фельдмаршала князя Н. В. Репнина.
К улице Чюрлёнё привязан сюжет рассказа Макса Фрая «Улица Чюрлёнё (M. Čiurlionio g.). Чертов перец» из первого тома «Сказок старого Вильнюса» 